# Embraer EMB 314 Super Tucano
EMB-314 Super Tucano — легкий турбогвинтовий штурмовик, розроблений і виготовлений бразильською компанією Embraer. Перший прототип літака піднявся в повітря в 1999 році. Спочатку проектувався як навчальний літак, але згодом був доопрацьований для проведення ударів з повітря. Кабіна пілота штурмовика захищена кевларовою бронею.
Відомий також під назвами ALX або A-29, Super Tucano є розвитком літака Embraer EMB 312 Tucano. Він може нести широкий спектр озброєння, включаючи високоточні боєприпаси, і був розроблений як недорога система для роботи в умовах низької загрози. Крім виробництва в Бразилії, компанія Embraer створила виробничу лінію в Сполучених Штатах у співпраці з Sierra Nevada Corporation для виготовлення A-29 для експортних клієнтів.

## Історія
Існує дві версії літака: EMB 314 Super Tucano як навчальний літак і A(T)-29 ALX як військовий літак для спостереження та наземного бою. A-29 є одномісним, AT-29 — двомісний. Основою для розробки став Embraer EMB 312. В середині 1990-х років була представлена версія, подовжена на 1,37 м, під назвою EMB 312H Super Tucano, прототип якої вперше полетів 9 вересня 1991 року. Вона була оснащена двигуном P&W Canada PT6A-68/I потужністю 1193 кВт і п'ятилопатевим пропелером. Крім того, були змінені авіоніка, катапультні сидіння та інші компоненти. З цих машин була розроблена EMB 314 Super Tucano для американського конкурсу JPATS, перший з двох прототипів якого здійснив свій перший політ 15 травня 1993 року. Обидва прототипи були оснащені двигуном PWC PT6A-68-5 потужністю 932 кВт.
Хоча машина не виграла американський контракт, вона стала основою для власної розробки ALX, яка відповідала вимогам ПС Бразилії щодо озброєного патрульного літака для спостереження за районом Амазонки (програма SIVAM). Обидва Super Tucano були переобладнані у прототипи ALX і вперше полетіли в цій конфігурації у 1996 році.
У 1996 році компанія Embraer обрала ізраїльську фірму Elbit Systems постачальником бортової авіоніки для проєкту ALX. За цим контрактом Elbit була обрана замість компаній GEC-Marconi та Sextant Avionique. Ізраїльська компанія постачає таке обладнання, як бойовий комп’ютер, індикатори на лобовому склі (HUD), а також системи навігації та управління озброєнням.
Перший повноцінний прототип, який відповідав серійному стандарту, здійснив свій перший політ 2 червня 1999 року. У серпні 2001 року ПС Бразилії підписали контракт на закупівлю 76 ALX (25 одномісних і 51 двомісний), поставки яких розпочалися наприкінці 2003 року.
У грудні 2005 року Колумбія замовила кілька машин, поставки яких розпочалися з 2006 року. Продаж 24 машин Венесуелі був скасований через побоювання щодо безпеки з боку США. Приватна охоронна і військова компанія Academi, яка працює, зокрема, в Іраку та Афганістані, у 2008 році придбала одну машину цього типу для своєї дочірньої компанії EP Aviation LLC.
У 2008 році ВМС США випробували Super Tucano для Командування спеціальних операцій США, після чого цей літак отримав позначення A-29. Після цього Embraer запропонувала A-29 ПС США у 2009 році. У грудні 2010 року Парагвай отримав від Бразилії три EMB 314 Super Tucano/ALX в рамках програми військового співробітництва. Літаки використовуються для військової підготовки та не мають озброєння на борту.
У квітні 2023 року виробник оголосив про створення A-29N — варіанту, призначеного для країн НАТО. A-29N буде оснащений обладнанням, яке відповідає вимогам НАТО, системою зв'язку через канал передачі даних і буде адаптований для керування одним пілотом. Доступні симулятори для підготовки пілотів включатимуть технології віртуальної реальності (VR), доповненої реальності (AR) та змішаної реальності (MR).
У листопаді 2024 року Повітряні сили Бразилії оголосили про укладення контракту з компанією Embraer на модернізацію 68 літаків до нового стандарту A-29M, який включає деякі можливості літаків четвертого і п’ятого поколінь, зокрема: додавання каналу передачі даних, новий цифровий індикатор на лобовому склі (HUD), розширення номенклатури керованого озброєння, інтеграцію нашоломної системи індикації, встановлення систем викиду дипольних відбивачів і теплових пасток, лазерного далекоміра, а також широкоформатного дисплея, подібного до того, що використовується на нових бразильських винищувачах Saab JAS 39 Gripen. У квітні 2025 року Embraer оголосила про модифікації, спрямовані на посилення протидронових можливостей літака.

## Історія використання

### Афганістан
У 2011 році Super Tucano був оголошений переможцем конкурсу на легку підтримку/озброєну розвідку США, обійшовши Hawker Beechcraft AT-6B Texan II. Контракт було скасовано у 2012 році через апеляцію Hawker Beechcraft, коли його пропозиція була дискваліфікована під час процесу закупівлі, але знову виграно у 2013 році. Для Афганських ВПС (AAF) було закуплено двадцять цих легких ударних літаків. Перші чотири літаки прибули до Афганістану у січні 2016 року, ще чотири - до кінця 2016 року. Афганські пілоти A-29, готові до бойових дій, закінчили навчання на базі ВПС Муді, Джорджія, і повернулися до Афганістану, щоб представляти перших із 30 пілотів, підготовлених 81-ю винищувальною ескадрильєю на базі ВПС Муді. За словами високопоставленого представника міністерства оборони США, до 2018 року в Афганістані мала бути створена флотилія з 20 літаків A-29. Пентагон придбав Super Tucano за контрактом на суму $427 мільйонів із Sierra Nevada Corp. та Embraer, причому літаки виготовлялися на заводі Embraer на території міжнародного аеропорту Джексонвіль у Флориді.
Перші чотири літаки прибули до міжнародного аеропорту імені Хаміда Карзая 15 січня 2016 року. До прибуття A-29, Афганські ВПС не мали літаків для близької авіаційної підтримки, крім ударних гелікоптерів. У 2017 році AAF здійснили приблизно 2000 бойових вильотів, близько 40 на тиждень. У жовтні вони досягли рекордного рівня з понад 80 місіями за один тиждень. До березня 2018 року в AAF було 12 літаків A-29 на службі. 22 березня 2018 року AAF вперше використали керовану лазером бомбу GBU-58 Paveway II вагою 250 фунтів (113,4 кг) у бою, завдавши удару по Талібану.

#### Падіння Кабула
У серпні 2021 року, під час наступу Талібану і падіння Кабула, деякі афганські пілоти втекли з країни, забравши з собою невідому кількість літаків, включаючи A-29.
Літак A-29 афганських ВПС розбився у Сурхандар'їнській області Узбекистану; двоє пілотів катапультувалися і приземлилися з парашутами. Спочатку повідомлялося, що літак був збитий узбецькою протиповітряною обороною, потім Генеральна прокуратура Узбекистану видала заяву, що афганський військовий літак зіткнувся в повітрі з узбецьким МіГ-29, але згодом вона відкликала заяву про зіткнення. Принаймні один Super Tucano був захоплений Талібаном у міжнародному аеропорту Мазарі-Шаріф.

### Бразилія

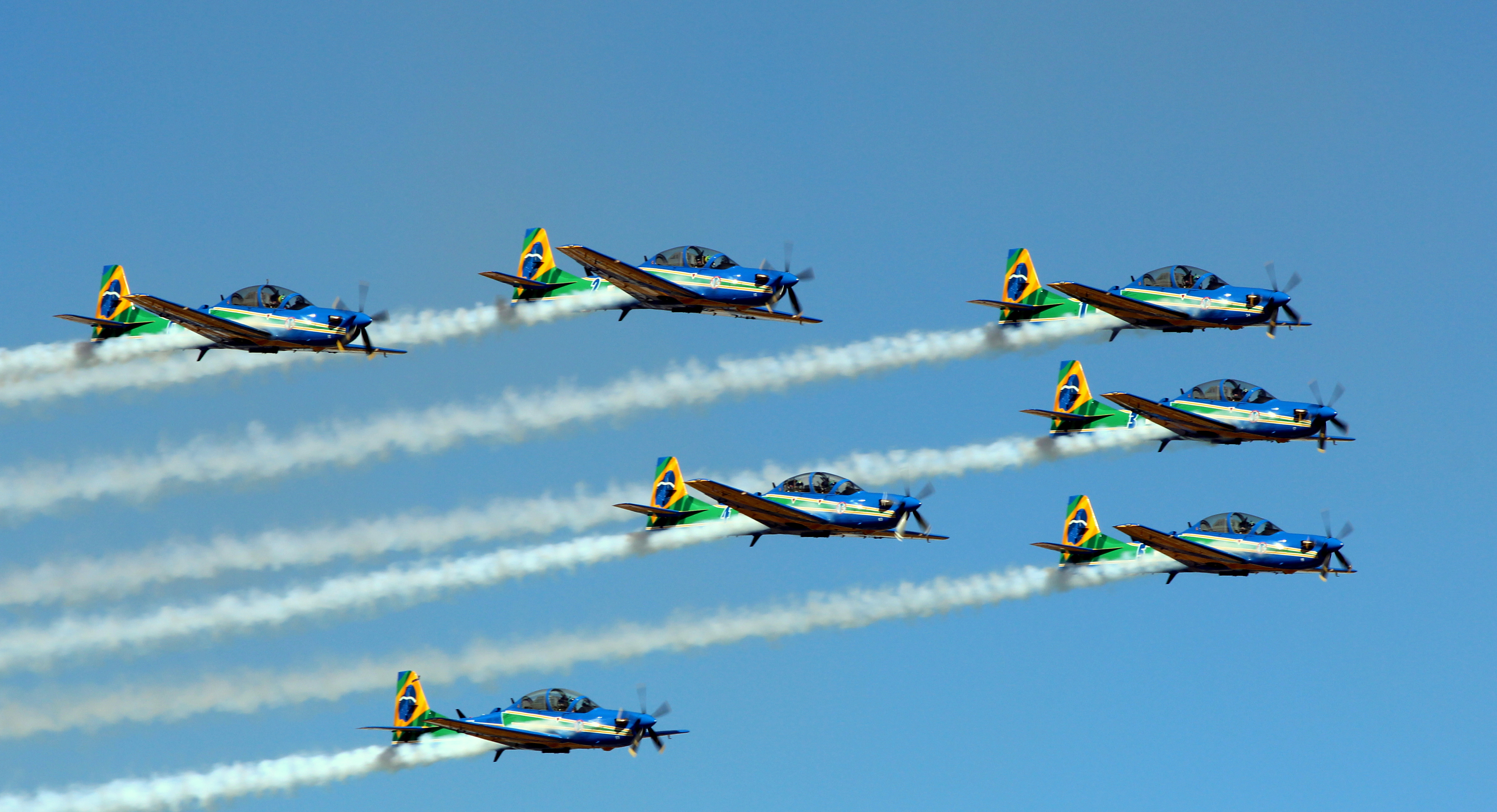
Super Tucano Ескадрильї диму

У серпні 2001 року ВПС Бразилії уклали контракт із компанією Embraer на 76 літаків Super Tucano/ALX з опціоном на ще 23. Загалом було придбано 99 літаків за контрактом, оціненим у $214,1 мільйона; 66 з них є двомісними версіями, позначеними як A-29B. Решта 33 літаки - це одномісна версія A-29 ALX. Перший літак було поставлено у грудні 2003 року. До вересня 2007 року на службу вступило 50 літаків. Останній, 99-й літак, було поставлено у червні 2012 року.

#### Програма СІВАМ
Однією з основних місій літака є патрулювання кордону в рамках програми Amazon Surveillance System (Sivam), особливо для боротьби з наркотрафіком. 3 червня 2009 року два літаки A-29 ВПС Бразилії, керовані літаком Embraer E-99, перехопили Cessna U206G, що летіла з Болівії в районі Альта-Флореста-д'Оесте; після вичерпання всіх процедур один із літаків A-29 зробив попереджувальний постріл з кулеметів калібру 12,7 мм, після чого Cessna пішла за літаками A-29 до аеропорту Какоал. Цей інцидент став першим випадком застосування повноважень, наданих Законом про збиття літаків, який був прийнятий у жовтні 2004 року для законодавчого регулювання збиття нелегальних рейсів. На борту Cessna було виявлено загалом 176 кг чистої пасти з кокаїнової бази, достатньої для виробництва майже тонни кокаїну; двоє пасажирів намагалися втекти на землі, але були затримані федеральною поліцією в Піменті-Буено.

#### Операція Ágata
5 серпня 2011 року Бразилія розпочала операцію "Ágata", що є частиною масштабного "Стратегічного плану кордонів", запущеного у червні, з майже 30 днями безперервної військової діяльності в районі кордону Бразилії з Колумбією; вона мобілізувала 35 літаків і понад 3000 військовослужбовців Бразильської армії, ВМС і ВПС для спостереження за наркотрафіком, незаконним видобутком корисних копалин і вирубкою лісів, а також торгівлею дикими тваринами. Літаки A-29 1/3º авіаційної групи (GAV), ескадрильї Scorpion, здійснили удар по незаконній злітно-посадковій смузі, скинувши вісім 230 кг (500 фунтів) комп'ютеризованих бомб Mk 82, щоб зробити злітно-посадкову смугу непридатною.
Кілька БПЛА RQ-450 і кілька E-99 були призначені для нічних операцій з метою виявлення віддалених злітно-посадкових смуг у джунглях, що використовуються наркоторговцями вздовж кордону. RQ-450 виявляли цілі для літаків A-29, дозволяючи їм з високою точністю бомбити злітно-посадкові смуги, використовуючи системи нічного бачення та комп'ютерні системи, що розраховують точки удару боєприпасів.

#### Операція Ágata 2
15 вересня 2011 року Бразилія розпочала операцію Ágata 2 на кордонах з Уругваєм, Аргентиною та Парагваєм. Частина цього кордону є відомою "Потрійною межею". Літаки A-29 з Маринга, Дурадос і Кампо-Гранде, а також модернізовані бразильські Northrop F-5 Tiger II/F-5EM з Каноасу перехопили загалом 33 літаки під час операції Ágata 2 у цьому районі. Бразильські сили захопили 62 тонни наркотиків, здійснили 3000 арештів і знищили три незаконні злітно-посадкові смуги, а також вилучили понад 650 тонн зброї та вибухівки.

#### Операція Ágata 3
22 листопада 2011 року Бразилія розпочала операцію Ágata 3 на кордонах з Болівією, Перу та Парагваєм. Вона включала 6500 осіб, 10 кораблів і 200 патрульних транспортних засобів, а також 70 літаків, включаючи винищувачі, транспортні та розвідувальні літаки; це була найбільша скоординована дія Бразилії за участю армії, флоту та ВПС проти незаконного обігу та організованої злочинності вздовж майже 7000 км кордону. Літаки A-1 (AMX), Northrop F-5 Tiger II/F-5EM і A-29 з Табатінга, Кампо-Гранде, Куяба, Вільєна і Порту-Вельо використовувалися для захисту повітряного простору, підтримувані літаками дальнього радіолокаційного виявлення E-99 з радіусом дії 450 км, здатними виявляти низько літаючі літаки, а також літаками дистанційного зондування і спостереження R-99. 7 грудня 2011 року Міністерство оборони Бразилії повідомило, що вилучення наркотиків збільшилося на 1319% за останні шість місяців порівняно з попередніми шістьма місяцями.

### Домініканська Республіка
Домініканська Республіка замовила вісім літаків A-29B Super Tucano у грудні 2008 року для боротьби з наркоторгівлею. Літаки були доставлені у 2009–2010 роках.
9 березня 2011 року два літаки Super Tucano ВПС Домініканської Республіки перехопили літак, що незаконно ввіз 356 кг кокаїну в країну. Цей випадок демонструє ефективність A-29 у боротьбі з незаконним обігом наркотиків.

### Еквадор
У березні 2009 року ВПС Еквадору замовили 24 літаки A-29 Super Tucano для заміни своїх старих літаків Cessna A-37 Dragonfly. Ці літаки використовуються для навчання, розвідки та підтримки наземних військ.
У серпні 2018 року під час операції "Tormenta 1" літаки A-29 Super Tucano ВПС Еквадору завдали удару по базі повстанців у районі Есмеральдас, знищивши кілька ключових цілей.

### Індонезія
У листопаді 2010 року Індонезія підписала контракт на придбання восьми літаків A-29 Super Tucano для заміни своїх OV-10 Bronco. Перші чотири літаки були доставлені у серпні 2012 року, а решта – у вересні 2014 року.

### Колумбія

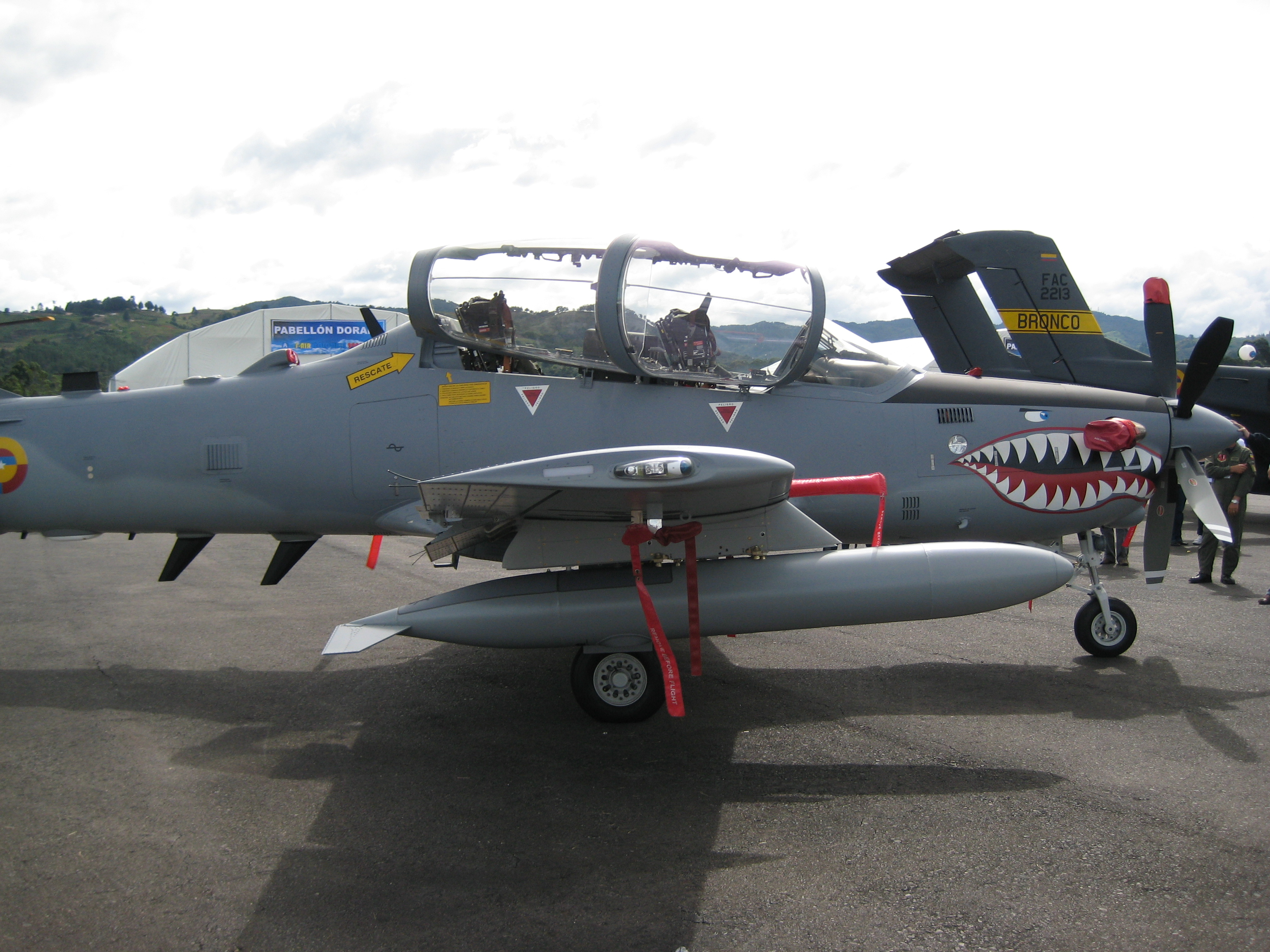
A-29 Super Tucano ВПС Колумбії

Всього 25 Super Tucano (варіант AT-29B) було придбано ВПС Колумбії за угодою вартістю $234 мільйони, придбаної безпосередньо у компанії Embraer. 14 грудня 2006 року перші три літаки прибули на військовий аеродром CATAM у Боготі; ще два було доставлено пізніше цього місяця, десять – у першій половині 2007 року, а решта – у червні 2008 року.
18 січня 2007 року ескадрилья ВПС Колумбії Super Tucano здійснила першу бойову місію свого типу, атакувавши позиції ФАРК у джунглях бомбами Mk 82. Ця атака зробила використання можливостей Super Tucano з постійним розрахунком точки удару; продуктивність літака в дії була повідомлена як успішна.
13 липня 2012 року п'ять літаків A-29 здійснили напад на базу ФАРК у Каукеті. Операція завершилася смертю 18 партизанів і захопленням ще двох. Це була одна з найбільших повітряних операцій у боротьбі з ФАРК.
22 вересня 2013 року Super Tucano ВПС Колумбії атакували базу ELN у штаті Араука, у результаті чого загинуло дев'ять бойовиків, а також було вилучено значну кількість зброї та вибухівки. У жовтні 2014 року під час нічного нальоту було знищено значну кількість літаків ФАРК, зменшивши їхню здатність до проведення операцій.

### Мавританія
У 2011 році ВПС Мавританії замовили чотири літаки A-29B Super Tucano для боротьби з терористами. Літаки використовуються для розвідки та підтримки наземних операцій.

### Сенегал
У 2018 році Сенегал підписав контракт на придбання чотирьох літаків A-29 Super Tucano для підтримки операцій проти терористів та навчання пілотів. Літаки були доставлені у 2019 році.

### США
ВПС США придбали 20 літаків A-29 для афганських ВПС у 2013 році в рамках програми Light Air Support. Літаки використовувалися для навчання афганських пілотів та підтримки наземних операцій.

### Чилі

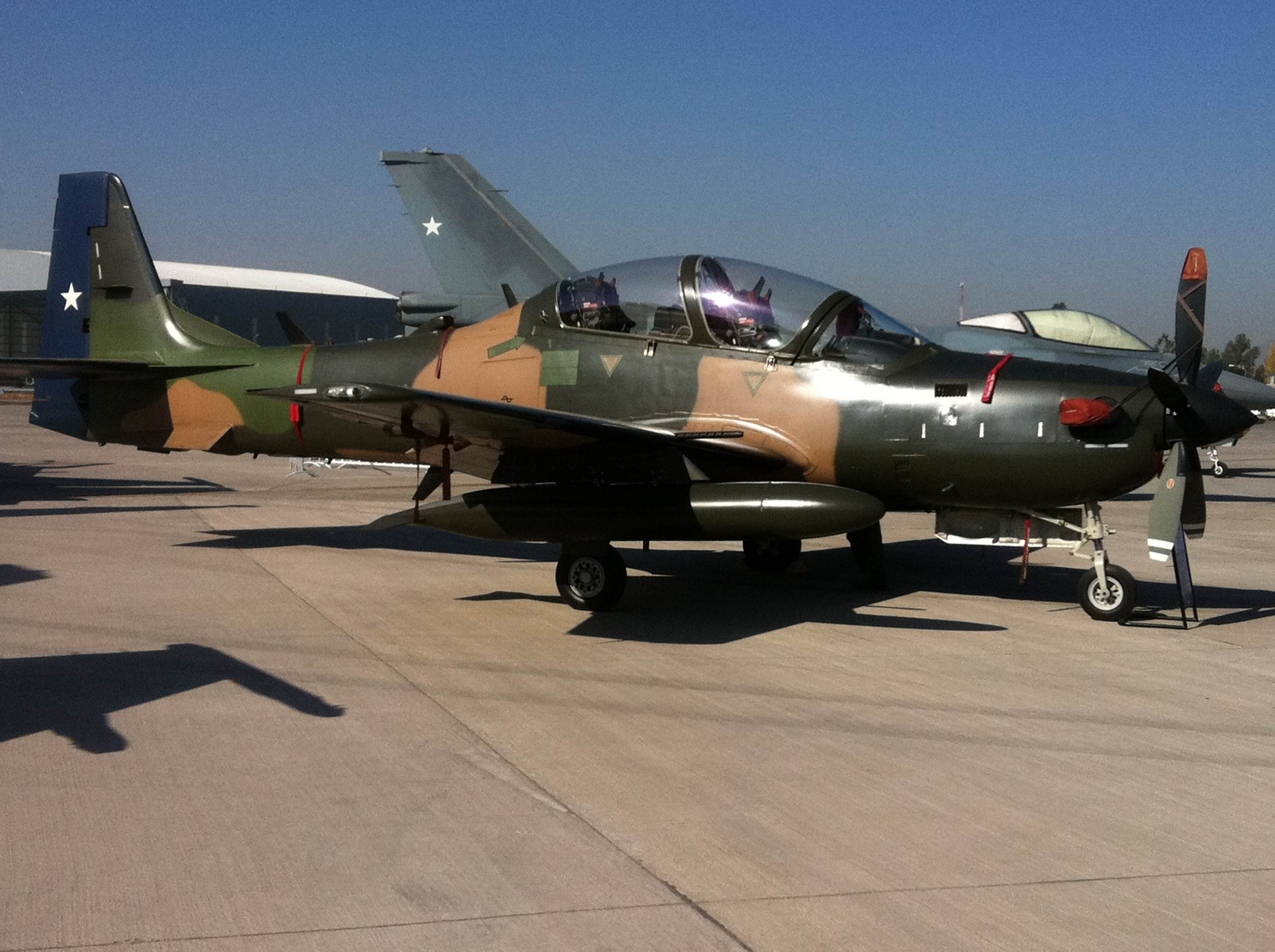
EMB-314 ВПС Чилі

У серпні 2008 року ВПС Чилі підписали контракт вартістю $120 мільйонів на 12 літаків A-29B. Контракт включає в себе пакет комплексної логістичної підтримки і систему підтримки передового навчання та експлуатації (TOSS), що охоплює не тільки літаки, але і інтегрований комплект для наземних станцій підтримки. TOSS ВПС Чилі складається з трьох систем: станції планування місій, де інструктор та студент програмують всі фази польоту, встановлюючи різні параметри кожної фази разом із навігацією, зв'язком, цілями та симуляціями; станції розбору місій, що дозволяє студентам переглянути всі аспекти польоту та виправити помилки для наступної місії; і авіасимулятора.
Перші чотири A-29B прибули у грудні 2009 року, подальші поставки відбулися наступного року. Вони базуються на авіабазі Лос-Кондорес (45 км від Ікіке) і використовуються для тактичної підготовки у 1-й авіабригаді для Авіагрупи №1, повністю цифрова кабіна дозволяє студентам здійснити плавний перехід між базовим тренером T-35 Pillán і F-16. У 2018 році було доставлено ще шість літаків A-29B, разом із наземним обладнанням; ще чотири одиниці були отримані два роки потому.

## Варіанти
A-29AОдномісний для атаки і збройної розвідки (завдання з перехоплення), атаки і прикриття (завдання безпосередньої авіаційної підтримки), здатний перехоплювати і знищувати малопотужні літаки. Включає додатковий паливний бак (+ 400 літрів).
A-29BДвомісний для тих же завдань, що й одномісна версія і також використовується для навчання і контролю за повітряним простором (завдання з моніторингу).
A-29NПропозиція двомісного покращеного варіанту з авіонікою стандарту НАТО.

## Тактико-технічні характеристики
Джерело: Type Analysis: Embraer Super Tucano (All specifications from Janes 2010-2011 unless otherwise indicated)
Основні характеристики
- Екіпаж: 2 (пілот та один штурман/студент у тандемі на катапультних сидіннях Martin Baker Mk 10 LCX zero-zero)
- Довжина: 11,38 м
- Висота: 3,97 м
- Розмах крила: 11,14 м

- Площа крила: 19,4 м²
- Крило у плані: корінь: NACA 63A415; кінчик: NACA 63A212[52]
- Маса порожнього: 3200 кг
- Максимальна злітна маса: 5400 кг
- Корисне навантаження: 1500 кг

Льотні характеристики
- Максимальна швидкість: 590 км/год
- Крейсерська швидкість: 520 км/год
- Бойовий радіус: 550 км (hi-lo-hi профіль, із 1 500 кг зовнішнього навантаження)[53]
- Практична дальність: 1 330 км
- Перегінна дальність: 2 855 км
- Практична стеля: 10 668 м

Озброєння
- Стрілецько-гарматне:
- вбудовані: 2 × 12,7 мм FN Herstal M3P (1,100 пострілів за хвилину, 250 набоїв на кожен M3)
- підвісні:
  - 1 × 20-мм гармата GIAT M20A1 під фюзеляжем
  - 4 × 7,62 мм (3000 пострілів за хвилину) Dillon Aero M134 Minigun під крилами (у розробці)[54]
- Точки підвіски: 5 (дві під кожним крилом і одна під фюзеляжем)
- Бойове навантаження: 1550 кг
- Керовані ракети: 

  - «Повітря — повітря»:
    - AIM-9L Sidewinder
    - Mectron MAA-1 Piranha
    - Mectron MAA-1B Piranha (у розробці)[55]
    - Python 3
    - Python 4

  - «Повітря — поверхня»:
    - AGM-65 Maverick[56]
    - Roketsan Cirit
- Не керовані ракети
  - 4 × блоки з 70 мм ракетами LM-70/19[56] (SBAT-70[57][58])
  - 4 × блоки з 70 мм ракетами LAU-68A/G[59]
- Бомби: 

  - 10 × Mk 81[60]
  - 5 × Mk 82[60]
  - M117[61]
  - Дипольні відбивачі і ІЧ-пастки
  - FLIR AN/AAQ-22 Star Safire II (електро-оптичні/інфрачервоні сенсори)
  - Додатковий паливний бак

Авіоніка

- MIL-STD-1553[62] стандарт.
- NVG ANVIS-9 (Night Vision)
- CCIP / CCRP / CCIL / DTOS / LCOS / SSLC (Computerized Attack Modes)[61]
- Rohde & Schwarz M3AR VHF/UHF Airborne Transceiver (шифрування в обидва боки[63] Data Link provision)[64]
- HUD / HOTAS
- HMD with UFCP(Up Front Control Panel)
- Лазерна інерційна система навігації з GPS Navigational System.
- CMFD (Colored Multi-Function Display) liquid crystal active matrix
- Integrated Radio Communication and Navigation
- Video Camera/Recorder
- Автопілот з можливістю програмування місій
- Stormscope WX-1000E (система метеорологічної картографії для повітряних суден)
- Лазерний далекомір
- WiPak[65] Support — (Wi-Fi integration for Paveway bombs).
- Training and Operation Support System (TOSS).[66][67]

## Порівняння з аналогами
|                               | EMB 314 Super Tucano            | TAI Hürkuş C                   | KAI KT-1C                     | Pilatus PC-21                  | Pilatus PC-9 M                 |
| ----------------------------- | ------------------------------- | ------------------------------ | ----------------------------- | ------------------------------ | ------------------------------ |
| Зовнішній вигляд              |                                 |                                |                               |                                |                                |
| Прийнятий на озброєння, рік   | 2003                            | 2016                           | 2000                          | 2008                           | 1997                           |
| Розмах крила, м               | 11,14                           | 9,96                           | 10,59                         | 9,11                           | 10,19                          |
| Довжина, м                    | 10,53                           | 11,17                          | 10,26                         | 11,23                          | 10,18                          |
| Маса порожнього, кг           | 3020                            | 2976                           | 1910                          | 2280                           | 1780                           |
| Максимальна злітна маса, кг   | 5200                            | 3650                           | 3310                          | 4250                           | 3210                           |
| Практична стеля, м            | 10 670                          | 10 668                         | 11 600                        | 11 600                         | 11 600                         |
| Крейсерська швидкість, км/год | 530                             | 574                            | 500                           | 600                            | 500                            |
| Максимальна швидкість, км/год | 590                             | 574                            | 575                           | 625                            | 590                            |
| Практична дальність, км       | 1330                            | 1478                           | 1700                          | 1300                           | 1590                           |
| Паливо, л                     | внутрішнє: 695 ППБ: 2 х 232     | 680 ППБ: 1 х 265               | н/д                           | н/д                            | внутрішнє: 530 ППБ: 2 х 250    |
| Тип двигуна                   | 1 х ТГД Pratt&Whitney PT6A-68/3 | 1 х ТГД Pratt&Whitney PT6A-68T | 1 х ТГД Pratt&Whitney PT6A-62 | 1 х ТГД Pratt&Whitney PT6A-68B | 1 х ТГД Pratt&Whitney PT6A-25C |
| Потужність двигуна, к. с.     | 1600                            | 1600                           | 950                           | 1630                           | 1150                           |
| Бойове навантаження, кг       | 1500                            | н/д                            | н/д                           | 1150                           | 1040                           |
| Вартість, млн дол.            | $9,0-14,0 млн                   | ~$10 млн                       | ~$7 млн                       | $16,0 млн                      | н/д                            |

## Оператори
Ангола

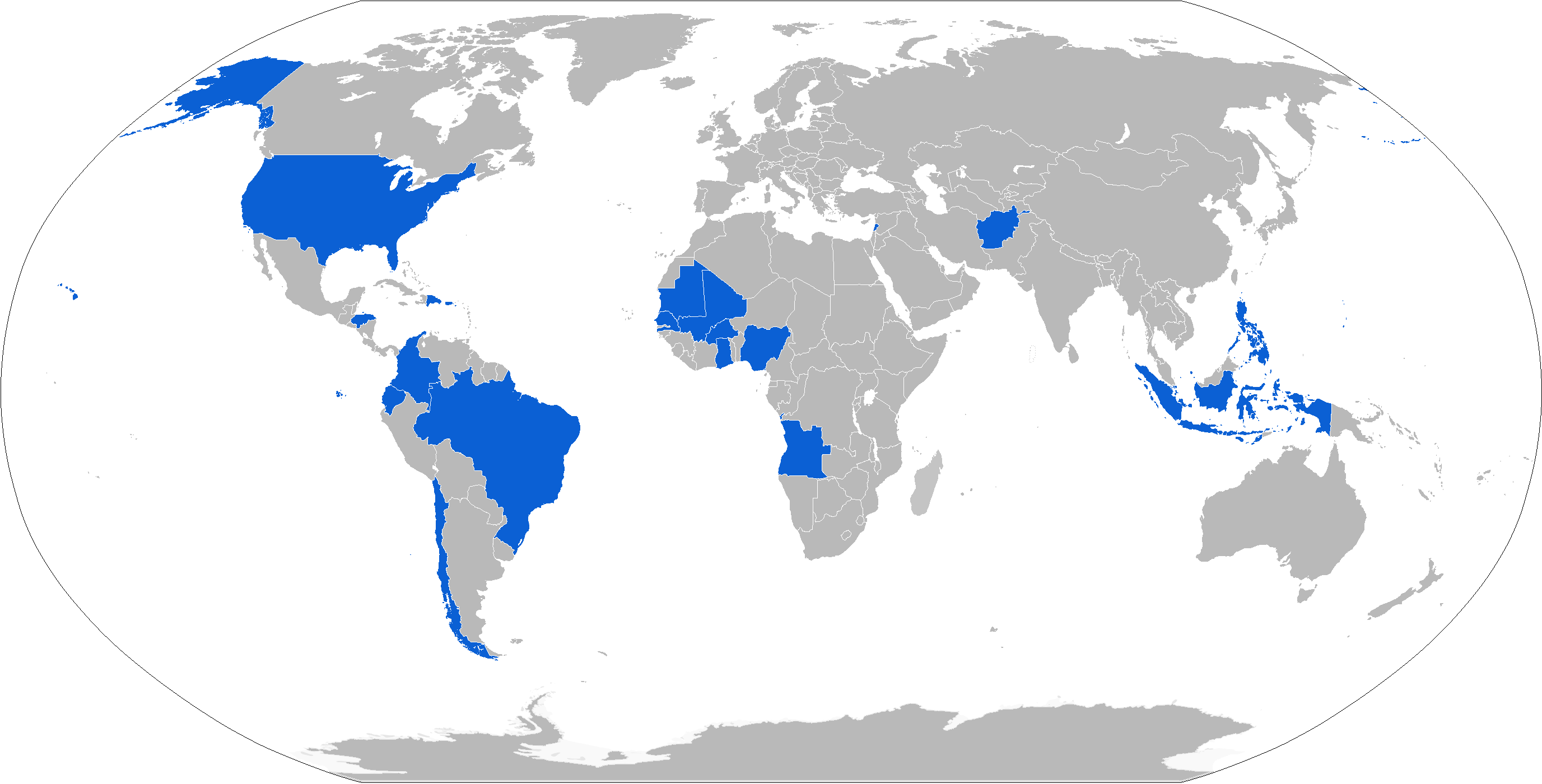
Embraer A-29 Super Tucano operators

Національні військово-повітряні сили Анголи – замовлено шість літаків. Поставки мали розпочатися на початку 2012 року; але перші три були поставлені 31 січня 2013 року.
- 8-а навчальна ескадрилья, 24-й навчальний полк на аеродромі Менонге

 Афганістан

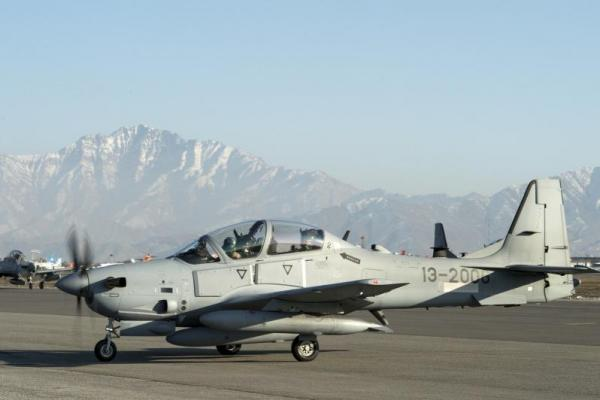
A-29 Super Tucano в Афганістані

Повітряні сили Афганістану – замовлено 26 A-29, поставки відбувалися з 2016 по кінець 2020 року. Вони були побудовані компаніями Sierra Nevada Corporation та Embraer в Джексонвіллі, Флорида, та поставлені до Афганістану через програму Light Air Support (LAS) ВПС США. Перший був переданий на службу США у вересні 2014 року. Перші чотири A-29 прибули до міжнародного аеропорту імені Хаміда Карзая в Кабулі 15 січня 2016 року. Після захоплення Кабула талібами, незрозуміло, чи продовжуватимуть афганці експлуатувати A-29.
 Бразилія

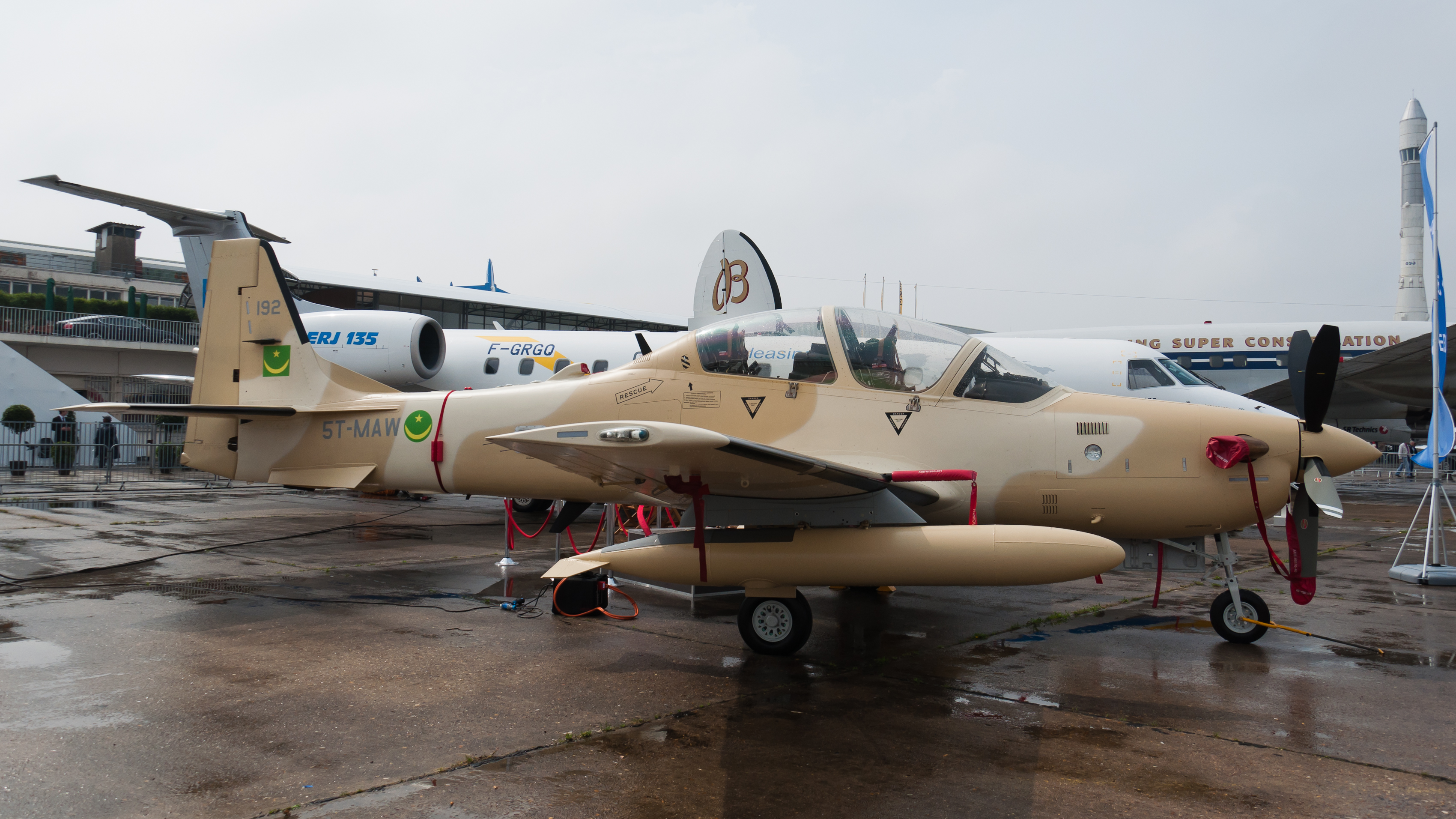
A-29B Super Tucano військово-повітряних сил Мавританії на Паризькому авіасалоні 2013

Військово-повітряні сили Бразилії – 99 літаків (33 A-29A та 66 A-29B). Щонайменше чотири літаки було втрачено.
- 1-а ескадрилья 3-ї авіагрупи (1º/3º GAv) "Esquadrão Escorpião" (Ескадрилья Скорпіон)
- 2-а ескадрилья 3-ї авіагрупи (2º/3º GAv) "Esquadrão Grifo" (Ескадрилья Грифон)
- 3-а ескадрилья 3-ї авіагрупи (3º/3º GAv) "Esquadrão Flecha" (Ескадрилья Стріла)
- 2-а ескадрилья 5-ї авіагрупи (2º/5º GAv) "Esquadrão Joker" (Ескадрилья Джокер)
- Аеродемонстраційна ескадрилья "Esquadrilha da Fumaça" Smoke Squadron (EDA)

 Буркіна-Фасо
Військово-повітряні сили Буркіна-Фасо – три літаки, доставлені у вересні 2011 року, версія A-29B.
- Бойова ескадрилья (Escadrille de Chasse) на авіабазі Уагадугу

 Гана
Повітряні сили Гани – п'ять літаків замовлено у 2015 році. Загальна вартість контракту становила 88 мільйонів доларів США з кредитом від Бразильського банку розвитку, який також включає логістичну підтримку та навчання пілотів і механіків у Гані. Перші літаки мали надійти наприкінці 2016 року та будуть використовуватися для підвищеної підготовки, спостереження за кордоном і місій забезпечення внутрішньої безпеки. Повітряні сили Гани планують придбати ще чотири A-29 з можливостями легкого штурму, розвідки та підготовки; якщо угода буде укладена, флот A-29 у Гані збільшиться до дев'яти.
 Гондурас
Повітряні сили Гондурасу – два літаки замовлені у 2014 році.
 Домініканська Республіка
Військово-повітряні сили Домініканської Республіки – вісім літаків
- Бойова ескадрилья "Дракони" на авіабазі Сан Ісідро

 Еквадор
Повітряні сили Еквадору – 18 літаків, всі поставлені до 2011 року. Ala de Combate No.23, "Luchando Vencerás", базується на авіабазі Елой Альфаро в Манті
- Бойова ескадрилья 2313 "Яструби"
- Бойова ескадрилья 2311 "Дракони"

 Індонезія
Повітряні сили Індонезії – 16 літаків замовлено та поставлено, один втрачено внаслідок аварії в лютому 2016 року, ще два втрачені під час аварій у листопаді 2023 року. Перші чотири літаки першої партії з восьми були доставлені в серпні 2012 року. поставка другої партії з чотирьох літаків була відкладена до вересня 2014 року. Всього 16 замовлено у 2011 році з поставками у 2012, 2014, 2015 та 2016 роках. У березні 2012 року Міністерство оборони Індонезії повідомило про можливість спільного виробництва, подальшої модернізації та продажу в Азіатсько-Тихоокеанському регіоні.
- Ескадрилья 21 на авіабазі Лануд Абдул Рачман Салех

 Колумбія
Повітряні сили Колумбії – 25 літаків, введені в експлуатацію між 2006 і 2008 роками. Щонайменше один літак розбився, за заявами FARC був збитий.
- 211-а бойова ескадрилья "Грифи" двадцять першої бойової групи на авіабазі капітана Луїса Ф. Гомеса Ніньйо
- 312-а бойова ескадрилья "Дракони" тридцять першої бойової групи на авіабазі генерала Альберто Пауелса Родрігеса в Маламбо, поблизу Барранкілья
- 611-а бойова ескадрилья шістдесят першої бойової групи на авіабазі капітана Ернесто Есґерра Кубідеса

 Ліван
Військово-повітряні сили Лівану – шість A-29 замовлені, усі шість доставлені до травня 2018 року.
 Мавританія
Військово-повітряні сили Мавританії – замовлено чотири літаки, отримано два станом на грудень 2012 року, два літаки ще замовлено.
 Малі
Військово-повітряні сили Малі – чотири A-29 поставлені у липні 2018 року. Спочатку було замовлено шість, але через фінансові проблеми замовлення було зменшено до чотирьох літаків.
 Нігерія
Повітряні сили Нігерії – замовлено 12 літаків. Перша партія з шести літаків поставлена 22 липня 2021 року, і поставки завершилися прибуттям останньої партії до Нігерії в жовтні 2021 року.
 США
Військово-повітряні сили США – від трьох до шести літаків, які експлуатуються Командуванням спеціальних операцій Повітряних сил США.
EP Aviation LLC – частина Academi (раніше Blackwater) – щонайменше один двомісний варіант для навчання пілотів (поставлений у лютому 2008 року), можливі подальші замовлення для ролі протидії повстанцям. Пізніше проданий у 2010 році Tactical Air Support в Рено, штат Невада.
Військово-морські сили США орендували літак для випробувань у рамках програми Imminent Fury.
 Туркменістан
Військово-повітряні сили Туркменістану – Загальна кількість замовлень не розголошується. Поставлено п'ять літаків у 2020-2021 роках.
 Філіппіни
Повітряні сили Філіппін – шість літаків поставлені 13 жовтня 2020 року.
- 16-а штурмова ескадрилья Повітряних сил Філіппін "Орли"

 Чилі
Військово-повітряні сили Чилі – 22 літаки (12 отримано у 2009 році, 6 у 2018 і 4 у 2020).
- Grupo de Aviacion N°1 на базі "Los Cóndores" в Ікіке

### Потенційні оператори
Болівія
Embraer запропонувала Super Tucano Повітряним силам Болівії.
 Гватемала
У серпні 2011 року Повітряні сили Гватемали запросили кредит на $166 мільйонів для придбання шести EMB-314, контрольних центрів, радарів та обладнання у рамках програми "C4I". У жовтні 2012 року Конгрес Гватемали затвердив кредит на програму C4I, включаючи покупку шести A-29, наданий бразильськими та іспанськими банками (BNDES і BBVA). Угода була завершена у квітні 2013 року. Перші два літаки мали прибути у квітні 2014 року, ще два у 2015 році, і два останні у 2016 році. Однак президент Гватемали скасував замовлення у листопаді 2013 року. У січні 2015 року міністр оборони Гватемали повідомив, що країна розглядає можливість придбання двох літаків у Embraer.
 Екваторіальна Гвінея
Екваторіальна Гвінея виявила інтерес до придбання Super Tucano.
 Лівія
Уряд Лівії зацікавлений у придбанні до 24 Super Tucano.
 Мозамбік
Бразилія планувала подарувати три EMB-312 для Повітряних сил Мозамбіку, які також могли придбати три Super Tucano. У 2016 році угоду про пожертву було скасовано урядом Бразилії.
 ОАЕ
У вересні 2010 року було оголошено, що Бразилія та Об'єднані Арабські Емірати працюють над угодою, що включає продаж Super Tucano. На початку 2015 року було повідомлено, що ОАЕ ведуть переговори з Embraer про купівлю 24 Super Tucano, угода включала б шість літаків із запасів Повітряних сил Бразилії для негайної доставки.  З того часу еміратська компанія Callidus купила бразильську компанію Novaer, засновану інженером, який брав участь у проекті Tucano, і розпочала проект альтернативного літака, який сильно нагадує його, Callidus B-250.
 Парагвай
У жовтні 2009 року президент Парагваю схилявся до придбання Super Tucano. За даними парагвайської газети La Nación, командир Повітряних сил Парагваю розпочав закупівлю шести літаків EMB-314. У травні 2012 року Повітряні сили Парагваю обрали Super Tucano для підсилення своїх можливостей. Однак після імпічменту Фернандо Луго всі переговори були тимчасово призупинені.
 Перу
У березні 2011 року бразильський федеральний представник говорив про договір УНАСУР, зазначивши, що він може сприяти інтеграції спостереження в регіоні Амазонії та сприяти продажу 12 Super Tucano і комплектів модернізації для 20 перуанських EMB-312. У листопаді 2011 року міністр оборони Перу оголосив про призупинення покупки Super Tucano на користь корейського KT-1.  14 лютого 2012 року Міністерство оборони Бразилії заявило, що Перу розглядає можливість придбання десяти Super Tucano. Однак у листопаді 2012 року було підписано міжурядовий контракт на 20 KT-1. У 2012 році уряди Перу та Бразилії відновили переговори щодо придбання 12 A-29 для заміни A-37 Dragonfly, які мають бути зняті з експлуатації у 2017 році.
 Португалія
Португалія виявила інтерес до придбання щонайменше 10 літаків. У 2022 році Військово-повітряні сили Португалії запропонували придбати 12 вживаних A-29 з резервів Повітряних сил Бразилії. У серпні 2022 року начальник штабу ВПС заявив про зацікавленість у придбанні пропелерних літаків для бойових місій.
 Суринам
Суринам зацікавлений у придбанні від двох до чотирьох Super Tucano для легких атакуючих ролей.
 Таїланд
Embraer також цитувала Таїланд як потенційного покупця.
 Україна
У серпні 2019 року українська військова делегація відвідала військовий підрозділ Embraer у Сан-Паулу і провела випробувальний політ на Super Tucano. У жовтні 2019 року президент України Володимир Зеленський на зустрічі з президентом Бразилії Жаїром Болсонару повідомив, що його країна купить Super Tucano. У грудні 2022 року бразильські ЗМІ повідомили про інтерес України до Super Tucano для оснащення своїх повітряних сил у російсько-українській війні; однак продаж був заблокований адміністрацією Болсонару. Повідомлялося про дипломатичні зусилля США, щоб переконати обраного президента Бразилії Луїса Інасіу Лулу да Сілву розблокувати угоду.

## Аварії та катастрофи
- 10 лютого 2016 року літак ВПС Індонезії Embraer EMB-314 Super Tucano розбився в Маланг, Східна Ява, в передмісті поблизу бази Abdul Rachman Saleh Air Base. Літак (TT-3108) був на рутинному тестовому польоті. Загинули обидва пілоти та двоє цивільних.
- 15 серпня 2021 року літак Embraer 314, що належав Збройним силам Афганістану, та літак MiG 29, що належав Збройним силам Узбекистану, зіткнулися в районі Шерабад Сурхандар’їнської області Республіки Узбекистан.
- 16 листопада 2023 року два літаки ВПС Індонезії Embraer EMB-314 Super Tucano розбилися на схилах гори Бромо, поблизу села Кедувунг, району Пуспо, Пасуруан, Східна Ява. Літаки (TT-3103 та TT-3111) були частиною формації з чотирьох літаків під час тренувального польоту в умовах хмарної погоди. Чотири літаки летіли в коробковій формації, коли вони раптово потрапили в густі хмари, що обмежило видимість; TT-3103 і TT-3111 ймовірно зіткнулися зі схилом гори, коли чотири літаки розірвали формацію і спробували вийти з хмар. Ще два Super Tucano безпечно приземлилися на базі Abdul Rachman Saleh Air Base. Усі чотири пілоти обох літаків загинули в аварії.[152]
- Під час тренувального польоту у літака бразильських ВПС (бортовий номер № 5715) були виявлені технічні несправності. Літак був направлений пілотом в безлюдний район, де зіткнувся з землею у полі. Пілот Повітряних сил Бразилії успішно катапультувався.[153]

## Літаки для порівняння
- Air Tractor AT-802U
- Beechcraft T-6 Texan II
- KAI KT-1 Woongbi
- Pilatus PC-9
- Pilatus PC-21
- TAI Hürkuş
- Piper PA-48 Enforcer[en]
- PZL-130 Orlik[en]
- US Aircraft A-67 Dragon[en]
- UTVA Kobac[en]
- UTVA Lasta[en]